# Rewrite
《Rewrite》（日语： Riraito ?）是一部由日本Visual Art's 股份有限公司旗下的Key製作的一部戀愛冒險遊戲。這款遊戲是Key的第九部作品，於2011年6月24日發行於WindowsPC平臺，爲全年齡向遊戲。Key于2012年7月27日发布名为《Rewrite Harvest festa!》的Fan disc来扩展故事情节。《Rewrite》还被移植到PSP、PSV和PS3平台上。故事讲述的是拥有超能力的高中生天王寺瑚太朗和学校超自然研究會的五个女生一起调查風祭市的超自然现象，同时他也被卷入这场盖亚和守护者的冲突之中，并和世界的命运联系在一起。
和众多戀愛冒險遊戲一样，《Rewrite》有着多条分支剧情路线，男主角和六位女性角色的互动是该游戏的游戏性所在，除此之外，游戏中还添加任务成就系统。该游戏在发行之后的一段时间里成为日本销量最高的PC游戏之一。游戏被改编为五卷漫画，由ASCII Media Works和一迅社出版，此外也有出版相关的漫畫選集、輕小說和音乐专辑。2016年，8bit 將游戏改編成電視动畫。電視動畫由天衝导演，共24集，分为两季，第一季为13集，于2016年7月至9月播出，第二季为11集，于2017年1月14日開始播放。

## 游戏性
《Rewrite》作为一部美少女游戏，玩家在游戏中扮演男主角天王寺瑚太朗，通过阅读其心理描写的文字以及与女性角色的对话来了解故事情节的发展，这是其游戏性所在。游戏中的文字会出现于背景图上方，当与其他角色进行对话时，还会有对应人物的立绘出现在背景图的上方。在某些場景中，玩家看到的是一張包含了人物和背景的CG圖，而不是「背景圖 + 立繪」的形式。當玩家首次通關後，畫廊欣賞功能將會解鎖並顯示在遊戲的標題界面。玩家可以從畫廊裏欣賞部分CG圖和背景音乐。根據玩家在遊戲中的選項選擇的不同，將會進入不同的路線，觸發不同的結局。
遊戲總共有8條線路，其中有三條是一周目便可以進入，另外四條則需要完成特定線路後才可解鎖。在遊戲過程中玩家将会遇到若干个选项，當玩家作出選擇時，遊戲才能繼續進行下去，個別選項的選擇會決定玩家所進入的路線。若想要經歷所有路線的話，玩家必須多次重玩遊戲，通關不同的故事線以解鎖後續的故事線，並選擇不同的選項來進入不同的線路。一周目時，有三條線路是處於開啓狀態的，分別是小鳥線、千早線和露西婭線。當通關小鳥線後，靜流線會解鎖；當通關千早線後，朱音線會解鎖。五位女主角的線路全部通關之後，月線解鎖，月線通關之後，被稱爲是真正結局與揭曉所有劇情線伏筆謎團的地線解鎖。月線和地線的情節主要是圍繞着篝展開，也就是說，篝是月線和地線的女主角。
在遊戲中，男主角的智慧型手機擁有類似GPS的定位功能，並安裝有一個名爲Mappie的地圖app，在某些情況下，玩家需要通過滑動和單擊來使用這個地圖app來控制玩家到達不同的地點玩家通過Mappie控制男主角經過不同的地點時，有一定機率會遇到其他一些次要角色，並與他們成爲朋友，同時有一定機率完成一些小任務。這些朋友的名字以及完成的任務會記錄在「記憶」這個功能裏供玩家查看。如果玩家完成了所有的31個任務，歐派線將會開啓，這是朱音線的一個喜劇分支線，和整個故事的主線並沒有太大的聯繫。
遊戲畫面左下角的齿轮和指針跟瑚太朗的改寫能力有關，當他發動改寫能力時，指針會順時針旋轉一定角度。在遊戲的大部分時候，對話框是出現在遊戲畫面的底部的，但是在地線中，文字是出現在整個屏幕上的。
在《Rewrite Harvest festa!》中，有六條分開的路線，分別對應六個女主角一周目時，玩家可以從選擇界面中選擇小鳥線、千早線和露西婭線。當這通關這三條線路之後，靜流線和朱音線解鎖。當靜流線和朱音線通關後，篝線解鎖。篝線的通關會解鎖一個名爲「Rewrite Quest」的小遊戲。

## 故事摘要
《Rewrite》的故事發生在虛構的绿色都市：风祭。居住於這座以“文明與綠色共存”為理念而興建的都市裡的天王寺瑚太朗，與神戶小鳥、吉野晴彥等夥伴過著平凡的每一天。在那麼和平的風祭市裡，每年都有一段時間特別熱鬧，那就是舉城歡慶的收穫祭。為了這個類似於文化祭的大型活動，瑚太朗開始幹起收集新聞素材的工作。
同一時間，瑚太朗的身邊也開始出現種種無法解釋的奇怪事件，而在風祭這個地方，正盛行著各種未知生物以及超自然現象之類的流言。瑚太朗開始著手調查這些事件，並向超自然研究會會長千里朱音尋求幫助，還把自己所認識的同學們也一併捲了進來。這其實是瑚太朗的小小冒險心在作怪。“要是能跟夥伴們一起打打鬧鬧地生活下去，那該多好啊。”瑚太朗這時還沒有意識到，自己的行動已經和探尋那誰也不知道的“真實”聯繫在了一起。那個女孩的命運，能夠被改寫嗎。故事依照順序總共分成三個部份：超自然研究社成員篇、月球（Moon）篇、地球（Terra）篇。
超自然研究社成員篇（遊戲對應路線：小鳥、千早、朱音、靜流、露西婭路線；動畫對應集數：第一期1-13集）

天王寺瑚太朗和小鳥、千早、朱音、靜流、露西婭組成超自然研究社，結識了千早的名義兄長（管家）咲夜，開始著手調查風祭市的超自然事件。過程中瑚太朗開始和超自然研究社成員建立深厚的情誼，遇見了神秘的少女——篝，同時也發掘出自己的超能力。但隨著站在順從星球意識和主導淨化地球立場的「蓋亞」組織與主張站在人類方奮鬥的超能力者組織「守護者」的衝突浮出檯面，超自然研究社成員亦因各自理念不同和臥底身分曝光而開始疏遠彼此。遊戲中視乎玩家決定和超自然研究社成員發展不同結局。
月球（Moon）篇（遊戲對應路線：月球線；動畫對應集數：第二期14-16集）

天王寺瑚太朗趁夜於荒廢的風祭市遊蕩期間，在雛菊之丘遇見了獨自進行研究的篝，經過幾度挫折後終如願與篝順利交流。篝向瑚太朗透露自己身為星球意識的化身，同時道出地球的資源和能量已被消耗至所剩無幾，現時瑚太朗所處的世界其實轉移和運用地球殘存的萬能之力建立的月球世界。她在數度利用箱廷理論推演能夠延續世界的可能性的過程中，因為遇及瓶頸導致進度停滯不前，此時瑚太朗在篝的推演版圖留下「希望有一天還能和妳相見」的留言和簽名，幫助篝創造延續世界的全新可能性，同時也查覺自己存在著先前於各種可能性世界和超自然研究社成員互動的記憶，以及數年的記憶空白。

同一時間，「蓋亞」組織的幕後領導者加島櫻遣送眾多魔物阻撓瑚太朗和篝的計畫，瑚太朗集結先前在各種可能性世界邂逅的超自然研究社成員及咲夜前來援助，瑚太朗的同學們也隨之應戰，「蓋亞」和「守護者」陣營亦展開對決；但後來超自然研究社、瑚太朗的同學們、部分「蓋亞」和「守護者」的成員陸續不敵陣亡，連召喚各世界可能的自己和變身成魔物姿態迎戰的咲夜也為此犧牲，最終月球篝為了實踐延續世界的可能，將月球上所有的能量連同瑚太朗傳送至已荒蕪的地球。
地球（Terra）篇（遊戲對應路線：地球線；動畫對應集數：第二期17-24集）

最後的章篇中，揭曉了天王寺瑚太朗的過去：瑚太朗在少時和隸屬「蓋亞」組織的雙親不睦，為了宣洩自我而經常在樹林間獵殺小型魔物，直至某次「蓋亞」和「守護者」的陣營衝突中，瑚太朗被風祭區「守護者」陣營領導者江坂宗源所救，受其發掘加入「守護者」組織鍛鍊。瑚太朗在此世界執行任務期間邂逅和選擇放過地球的篝，自願參與「守護者」戰區任務期間察覺「守護者」陣營和自己理念相悖，遂救出被「蓋亞」培訓為魔物使的孩童和搶先接觸尚未加入「守護者」的超能力者，創辦兼容魔物使和超能力者的第三勢力陣營。為了幫助地球篝創造延續星球可能性的「星球的美好回憶」，瑚太朗開始擔任滲透「蓋亞」和「守護者」雙方陣營的間諜，背叛「守護者」陣營和親友；然而加島櫻仍主導「蓋亞」陣營讓篝啟動毀滅地球的「救濟」行動。最後瑚太朗委託「守護者」同僚今宮新和西九條燈花救出倖存者，為阻止「救濟」和地球篝匯合與親自手刃後者，隨後自己受過度運用超能力的副作用影響魔物化而變成一株大樹。

「救濟」落幕三年後，當年的倖存者展開全新的生活；瑚太朗發現的魔物及超能力的運用技術和事蹟也一併公諸於世；被燈花撫養成長的小鳥、千早、朱音、靜流、露西婭為實驗己身技術，從瑚太朗化身的大樹召喚出魔物化的後者。瑚太朗偕同五人締結契約，帶領一行人飛向和登陸月球，故事以六人和種苗型態（動畫版為人形狀態）的月球篝再會作結。

## 主要人物
角色姓氏主要來自大阪附近的地名。
天王寺瑚太朗（聲優：森田成一）
男主角。爱把别人当成傻瓜，性格稍微有些轻率，但其實內心很善良。虽然性格上很会打交道，但其实除了小鸟之外就没有真正的朋友。擁有控制己身血液的汙染系超能力，以及「改寫」自己的身體，達成強化己身力量、速度、提高有害物質抗性、治癒等能力的改寫能力。拜其凡事都爱乱插一腿的性格所赐，最近被卷入了种种无法解释的事件当中，因而向朱音求助，等价交换加入超自研，並逐漸和其他成員建立了友誼。實際上比小鳥她们年长，過去在遭遇危險時被「守護者」組織風祭市分部領導者江坂宗源所救，以此契機成為西九條燈花和今宮新一起的「守護者」夥伴，在執行任務期間為解救朱音而遇到篝，當瑚太朗以組織「守護者」名義補捉及殺掉篝時，篝對瑚太朗起了敵意攻擊接近中的瑚太朗，因而身受重傷，被當時的小鳥發現並取用篝的絲帶移植進左臂進行急救，耽擱了数年的時間，失去記憶和控制血液的力量。其後受移植篝的絲帶的影響，擁有操控名為「歐若拉」的超能力，可自行將「歐若拉」變成任何型態進行戰鬥。
月線裏遇見在雛菊之丘尋找延續世界可能方式的月篝，因為在篝用於探索世界可能性的推演版圖留下「希望將來有一天能與妳相見」的留言和簽名，意外幫助後者找到延續世界的方式，後被月篝連同萬能之力傳送回地球，進行真正延續世界的「改寫」活動；地線與動畫後期因為篝火的意識引導，得以避開被地球篝重傷的結果（也因此在地線末經移植篝的絲帶獲得「歐若拉」的超能力的經過，但在開始魔物化時，血液的力量變成「歐若拉」的性質），決定以守護篝為己任，為了實踐自己的理念，成為臥底蓋亞與守護者的雙面間諜，但最終為阻止救濟忍痛手刃篝，自己也在篝消逝後受過度啟用「改寫」能力的副作用影響魔物化，最終變成一株大樹。
故事尾聲被超自研的女主角們以魔物型態召喚出來，帶著超自研的女主角們前往月球。在動畫版的原創結局中，瑚太朗登陸月球後，和篝深情擁吻。
神戶小鳥（聲優：齋藤千和）
瑚太朗昔日的青梅竹马，超自研成員之一, 本作的核心女角色之一, 因不明原因而长期休学，雖然性格並不内向，不過朋友很少。非常喜歡錢，而且有園藝天份，经常在瑚太朗家中种植未知的花草。擁有治癒的少女飛拳，被擊中時對方的憤怒感會瞬間消失。和瑚太朗不同，小鸟喜欢进入森林里玩耍，並飼養了在森林撿到的「狗」（Rewrite吉祥物），名字是「琪比摩斯（ちびもす）」。多年前父母死於車禍，為延續父母的存在而將兩者改造成魔物，透過和槲寄生締結契約，成為為能進行治癒、製造結界與操縱魔物的德魯伊，同時成為篝的守護者。
地線裡因為瑚太朗的行動致使其命運被改寫，地線尾聲被西九條燈花救出與收養，結尾與眾人共赴登陸月球之行。
琪比摩斯（聲優：鳴瀨靜〔遊戲〕／西明日香〔動畫〕）
小鳥飼養的魔物暨護衛，外人看來是隻粉紅色的狗，但是在瑚太朗的眼裡是隻猛犸象。原本是小鳥幼年時期拾回家裡飼養的受虐流浪犬「派羅」，派羅死去後，小鳥因為過度傷心，令神戶夫妻決定帶著小鳥出遊療癒心情，卻因此發生車禍導致神戶夫妻罹難。其後成為德魯伊的小鳥利用魔力將派羅改造成魔物琪比摩斯。
鳳千早（聲優：篠宮沙彌）
不懂世故的千金小姐，超自研成員之一，在10月突然轉校到風祭學院，因錯誤訂購了男裝校服而要暫時穿著舊校服（夾克制服）。没有父母，只有鳳咲夜這個名義上的「管家」，照顧鳳千早的起居飲食，因要隱藏鳳咲夜的真正身份在學校裹稱呼為「哥哥」，在轉校前没有任何称得上是朋友的人，後來與小鸟成為了朋友。腕力及體力雖然極強，但其個性卻天然到每走幾步就會摔倒一次，而且容易迷路，故在轉校時曾因笨手笨脚而引發多次意外。雖然总受到瑚太朗的帮助，但生性不坦率的她初時却總和瑚太朗争执不断，从旁人看来她似乎既对瑚太朗有意，却又打心眼里讨厌他。其身份為組織「蓋亞」的成員，擁有最強的魔物。
地線裡因為瑚太朗的行動致使其命運被改寫，地線尾聲被西九條燈花救出與收養，結尾與眾人共赴登陸月球之行。
千里朱音（聲優：喜多村英梨）
頭上戴著藍色髮帶的少女，超自研的現任會長，在校比瑚太朗年長一屆。和瑚太朗相比更爱把别人当傻瓜，但却微妙地拥有朴质的内在。在校内一小部分学生当中，以“超越法规的存在”而闻名，甚至被稱為「學園之魔女」，其所谓的魔法是政治手段，由於掌控了学校所有成員的一切秘密，而且背后有着比PTA强大的组织撑腰，故能為所欲為，甚至在空教室建立了豪華的私人房間。由於長期在校內房間居住，養成了御宅族的個性，經常玩FPS遊戲。其身份為組織「蓋亞」的下任聖女，幼時曾被瑚太朗所救而結下因緣。
地線裡因為瑚太朗的行動致使其命運被改寫，地線尾聲被西九條燈花救出與收養，結尾與眾人共赴登陸月球之行。
中津靜流（聲優：鈴木惠子）
金髮雙馬尾的少女，在校比瑚太朗年幼一屆。超自研成員之一，喜欢吃秋刀鱼。性格直率而沉默寡言，但表情十分丰富，而且会读唇术。雖然屬於風紀委員會，但几乎没有履行过风纪委员的职责，却因“喜欢瑚太朗”这样的理由而总是找他的碴，经常在休息時間時去见他。由於小時候右眼受傷，基本上是已經救不回來的，不過因為擁有回復能力的超能力的緣故而復原並產生不同的顏色（也間接因此能力令父母喪失攸關她的記憶），因此在不亲近的人前是不会摘下眼罩的。其身份為組織「守護者」的成員，慣用武器為槍械和短刀。
地線裡因為瑚太朗的行動致使其命運被改寫，地線尾聲被西九條燈花救出與收養，結尾與眾人共赴登陸月球之行。
此花露西婭（聲優：朝樹里沙）
紫髮馬尾的少女，超自研成員之一，在周围班级里也是声名远播，具有超凡魅力的班长。原名「旭春花」，因為經過殘酷手術擁有異體質的緣故，讓她的雙手碰到任何有生命的東西都會使其死亡，所以平時雙手都戴著純白手套，沒事的話不會輕易取下，另外因為擁有異體質的緣故也失去味覺，亦俱備著令手持物和周遭事物產生劇烈震動，達到攻擊效果的超能力。由於常被卷入瑚太朗所挑起的骚动，结果过着不断对瑚太朗进行教训的生活。和靜流是好朋友，為保護她及監視瑚太朗而加入超自研。其身份為組織「守護者」的成員，慣用武器為武士刀。
地線裡因為瑚太朗的行動致使其命運被改寫，逃過遭遇殘酷改造手術的命運（亦因此故該線結尾的露西婭不再配戴手套），地線尾聲被西九條燈花救出與收養，結尾與眾人共赴登陸月球之行。
篝（聲優：花澤香菜）
被稱為「鍵」的少女，時常觀察著地球，雙臂綁著紅色緞帶，擁有銀白色的短髮，穿著黑色的連衣裙，喜歡飲罐裝咖啡。僅有少數對象能夠感知她的存在，能將極大量的對話內容壓縮成若干幾字。為本作品的核心女角色。
其真實身分為星球意識的化身，月球篝與地球篝為雙生子，為了尋找讓世界延續的可能而現身星球表面，當世界需要重新塑造的時候，就會發動「救濟」進行大規模的毀滅行動，然而人類的紛爭與地球資源被過度消耗，導致地球已經處於無法再重生的狀態，地球篝遂將剩餘的萬能之力全數傳遞給月球篝，由後者協助探索能幫助世界延續的未來。由於人類忌畏篝會發動「救濟」毀滅地球的特性，但亦對「救濟」帶來的變化觀點有所分歧，為因應此事而分別組成主張消滅「鍵」阻止「救濟」的「守護者」組織及主張藉由「救濟」改寫世界消滅人類的「蓋亞」組織。
月線裡的月球篝起先對瑚太朗抱有防備心，但由於瑚太朗在數度運用改寫能力嘗試和她互動的過程中，發現篝喜歡飲用咖啡的嗜好，特地準備咖啡給她而卸下心防，透過瑚太朗的幫助找到真正讓世界延續的方法，將瑚太朗連同萬能之力傳回地球。地線後期瑚太朗向地球篝展示世界的美好記憶時，加島櫻已經指揮蓋亞發動「救濟」，迫使瑚太朗為阻止「救濟」忍痛手刃地球篝，其後瑚太朗也在篝消逝後受過度啟用「改寫」能力的副作用影響魔物化，最終變成一株大樹。
地線與動畫尾聲，超自研的五名女主角將瑚太朗以魔物型態從樹裏召喚出來與締結契約，六人共赴登陸月球之行，並且在月球發現篝的蹤跡。遊戲版結局篝以幼苗的姿態現身月球；動畫版的原創結局中，人型狀態的月球篝和瑚太朗深情擁吻。

## 次要人物

### 瑚太朗與超自研的親友
吉野晴彥（聲優：柳田淳一）
灰色短髮，個性孤傲，言行帶有中二病性質的少年，瑚太朗在校少數親近的同學，街上「k-貧民窟」地區的領頭人。熱衷研究拳法，看似叛逆，經常被瑚太朗以玩笑調侃而動怒，實則非常守規矩，孝順父母且重視瑚太朗，不時給與其必要性幫助。童年時因為瑚太朗幫助他從不良分子手裏搶回錢包，出於崇拜瑚太朗而導致成長過程變成中二性格。地線裡成為被守護者成員們救出的倖存者之一。
井上晶（聲優：渡邉佳美）
風祭學院高校新聞部的社員，經常在校園調查並蒐集對當事者具備威脅性的八卦新聞，記錄校園的奇人異事，為此在瑚太朗開設超研社執行調查任務時成為競爭關係，必要時會提供其所需的情報。後獨自前往山區森林調查傳說中的「彩虹河流」失蹤數日，被發現時已失去期間的記憶送醫治療，最終與家人搬家轉學離開風祭市，臨走前將收錄森林裡重要情報的資料片交給瑚太朗。地線裡成為被守護者成員們救出的倖存者之一。
天王寺数夫＆天王寺幸枝
瑚太朗的父母，隸屬蓋亞的旗下企業，極度熱衷投入蓋亞的理念，因為屢次強迫瑚太朗參加蓋亞的活動，加著瑚太郎的理念轉變，導致親子關係逐趨冷淡。地線後期和瑚太朗的昔日同僚將瑚太朗帶出人工來世。
神戶圭介（声：柳田淳一，僅限動畫版）＆神戶理香子（声：佐久間レイ，遊戲機版・Rewrite+・動畫版）
小鳥的父母，圭介是蓋亞獵友會成員，理香子則是蓋亞母神會成員。因為小鳥表態拒絕加入蓋亞，夫妻倆提出讓小鳥照顧收養的流浪犬派羅的交換條件，同意其不參與蓋亞的活動。夫妻倆退出蓋亞後，為了安撫因為派羅逝世的小鳥，一家三口決定駕車外出遊玩，途中車輛不慎墜落山谷導致夫妻身亡，倖存的小鳥以此機緣邂逅森林裡的槲寄生，締結契約成為德魯伊，運用能力將雙親的遺體改造成魔物型態復活，也間接承接守護篝的使命。
地線裡，瑚太朗為了不讓小鳥涉入危險，不惜摧毀已被改造成魔物的神戶夫妻。
中津靜香（聲優：鈴木繪理，僅限動畫版）
靜流的妹妹。靜流的父母在守護者代表造訪家裡，請求讓靜流加入守護者後，開始頻繁爭吵關係惡化，靜流為終止父母的爭執，使用自身超能力修改父母的記憶，卻不慎令父母喪失攸關她的記憶，中津夫妻則在遺忘靜流後另生一女靜香。
滨田美智子（声：早濑莉花，僅限動畫版）
僅在遊戲月線短暫提及，瑚太朗探索月篝模擬的世界可能版圖時，於其中一個可能性世界成為瑚太朗結婚對象的普通女性上班族。
番外片《Rewrite Harvest festa!》小鳥線與動畫第9話，以路人身份登場。動畫第14話於瑚太朗的夢境回憶片段登場。
吉耳（声：若林直美）＆帕妮（声：上田典子）
瑚太朗在學校異空間偶遇的小型異生物，吉耳是個性衝動喜歡嚐血液，背部長著樹葉的黑髮男孩；帕妮是溫和有禮，背部長著花朵的粉色捲髮女孩。兩者其實是從蓋亞的某廢棄實驗設施中逃出，人類與魔物融合的失敗產物。認識瑚太朗後經常提供情報，幫助瑚太朗。從番外片《Rewrite Harvest festa!》透露兩者被改造前原本是蓋亞旗下孤兒院「緣之家」裏，被年輕時期加島櫻照顧過的孤兒。
亞絲茗（声：鈴木繪理，僅限動畫版）
地線登場人物，瑚太朗於中東地帶執行任務時邂逅的孤兒少女。御堂、天滿、天神的兒時夥伴，瑚太朗在網路交談時暱稱她為「茉莉」。原本為了賺取生活資源，偕同御堂等人被蓋亞吸收進組織，成為締結契約的魔物使，後來和御堂等人被瑚太朗與路易斯救出，安置在較安全的都市並加入瑚太朗成立的第三勢力（超能力者與魔物始使和平共處的勢力），由瑚太朗提撥存款支持組織與資助生活，藉著學習網路技術，幫助身分敏感的瑚太朗從事資訊交流與調查任務。
地線尾聲，瑚太朗為阻止救濟而犧牲後，她作為瑚太朗的發言人向眾人揭曉攸關蓋亞、守護者、救濟的真相，令瑚太朗從蓋亞與守護者雙方陣營竊取得的技術能夠流傳世間，為世人運用。最後她和御堂、天滿、天神目擊了瑚太朗帶領超自研成員們飛向月球的畫面。

### 守護者陣營
總部位於梵蒂岡，主張消滅「鍵」（星球意識化身）以阻止其發動毀滅地球的大規模災難「救濟」兼延續人類生存，和「蓋亞」對立的組織。組織裡區分成獵殺「蓋亞」組織魔物的「特別教區」，及依靠軍火販賣擴充組織、透過干涉國家政治及軍事行動對抗「蓋亞」的「超人議會」。旗下成員多為超能力者但也有普通人類，私底下亦進行追蹤監視超能力者和對人類進行改造手術取得超能力、藉此培養能適應惡劣環境人種的「次世代人類計劃」。由於組織裡多數成員抱持菁英主義及剛愎自用好喜功的排他作風，致使風祭市分部的領導者江坂宗源決意從中改革組織風氣。地線裡由於「救濟」的發動及瑚太朗的滲透行動影響，「蓋亞」和「守護者」兩大組織也從此消失。
此花露西婭，詳參主要人物
中津靜流，詳參主要人物
江坂宗源（聲優：東地宏樹）
瑚太朗於某夜追蹤黑影時，出面解危的男子。個性滑稽，非常講究飲食，實則沉穩具遠見，擁有高強的戰鬥能力的採伐系超能力者。表面身分是骨董店「Forest」的店主，真實身份為風祭市駐守的守護者組織領導者暨原拜恩帶劍綠地騎士團隊長。過去曾去過不少西方國家，非常熟悉風祭市的歷史，現時已引退負責教導新人。十幾年前帶領「守護者」成員狩獵魔物的期間，偶遇當時在樹林為宣洩自我而在樹林獵殺小型魔物的少年瑚太朗，以此契機和後者展開接觸，將其延攬至「守護者」接受訓練。看中瑚太朗不若其他超能力者好大喜功的特質，對其有高度期許。地線裏因為瑚太朗的理念終和守護者與蓋亞產生分歧，師徒雙方被迫刀劍相向，最後江坂被瑚太朗用操控血液的污染系超能力穿刺身軀重傷，臨終前對瑚太朗的理念和實力表示認可，支持其行動。
西九條燈花（聲優：田中涼子）
藍紫色長髮，外型姣好，個性溫柔親切，受學生歡迎的風祭高中學院高校教師。對靜流有著超乎師生關係的親暱關係，一旦認真時則會張開雙眼。其身份為組織「守護者」的成員，瑚太朗的昔日同僚，擁有憑空操作飛刀投擲的狩獵系超能力。因為過去執行任務的關係接觸風祭高校，萌生「希望當教師」的心願，本人亦於成年後如願實踐少女時期的願望。曾救出遭受不人道實驗的露西婭，及後更負責照顧露西婭與靜流。地線尾聲，接受瑚太朗的委託救出倖存者，擔任小鳥、千早、靜流、朱音、露西婭的撫養者，最後和其他夥伴目擊瑚太朗等人登月時畫過天際的軌跡。
今宮新（聲優：アドレナ・リン）
瑚太朗在街上偶遇的男子，紅髮紫瞳，配戴有色鏡片。個性看似吊兒啷噹，喜歡速食、咖哩、義大利麵，自詡對風祭市最瞭若指掌的男子。其身份為組織「守護者」的成員，瑚太朗的昔日同僚，擁有追蹤指定目標的狩獵系超能力。過去今宮、西九條、瑚太朗曾是同小隊的成員，由今宮擔任隊長，但由於三人擅違命令介入追獵篝的任務，遭上級懲處。地線尾聲，接受瑚太朗的委託救出倖存者，最後和其他夥伴目擊瑚太朗等人登月時畫過天際的軌跡。
路易斯（聲優：遊戲：森小路旭 / 動畫：藤井剛）
地線登場，巴西出身的守護者成員，瑚太朗仍屬守護者陣營時的戰友，擅長武器為標槍，過去因不慎誤殺友人懷咎在心，為了贖罪偕同瑚太朗前往中東地區執行任務。最終為了讓瑚太朗和其救出的孩童魔物使們逃走，用盡標槍後遭敵方空襲的炸彈擊中而壯烈犧牲。
三國（聲優：綠川光，僅限動畫版）
地線登場，瑚太朗隸屬守護者陣營新生時期的高材生，個性高傲，擅使迴力鏢的狩獵系超能力者，後隨同隊員討伐蓋亞魔物地龍時，與多數隊員不幸陣亡。
大西（聲優：[[]]）
三國的隊友，因為具備看得見「鍵」的能力，被守護者陣營調派為觀察與追蹤「鍵」的行蹤的「目」。後於獵殺篝的任務裏，被希望幫助篝逃脫的瑚太朗殺死。

### 蓋亞陣營
總部位於那不勒斯，主張守護「鍵」（星球意識）讓其選擇所需的事物及發動「救濟」消滅人類，和「守護者」對立的組織，近期藉著將組織包裝成環保公司的名義向民眾宣揚教義。組織核心成員多為對人生充滿絕望的族群，除訓練魔物使和魔物締結契約，設有詠唱聖歌促使「鍵」發動「救濟」的「聖歌隊」以外，還有讓每任組織聖女選擇繼任者（多為智能有缺陷的少女）的制度，而獲選的聖女將會傳承源自歷任聖女的記憶。組織分為已退位的聖女加島櫻為首，主張讓「救濟」消滅人類的保守派；還有高層幹部洲崎周一郎為首，主張積極改革人類生存問題的改革派。地線裡由於「救濟」的發動及瑚太朗的滲透行動影響，「蓋亞」和「守護者」兩大組織也從此消失。
鳳千早，詳參主要人物
千里朱音，詳參主要人物
鳳咲夜（聲優：小西克幸）
黑髮紅瞳，容貌清俊的少年，自稱為千早的兄長，同時擔任執事身份服侍千早，擁有高超的運動、家務、知識和辦事能力。對待其他女主角們非常友善，唯獨經常對瑚太朗作出挖苦輕視的發言，同時很怕貓。真身為和千早締定契約，蓋亞組織的最強大魔物，變成魔物前曾是和瑚太朗同樣擁有「改寫」能力的人類。月線為了支援瑚太朗作戰，號召各世界線的可能性的自己迎戰，最終仍不敵陣亡，從此消失在世界上；地線的瑚太朗曾在啟動改寫能力時，見到咲夜的最後背影。
御堂（聲優： 保志總一朗 / 西明日香（動畫版童年時期））
穿著紅色連帽斗篷的金髮少年，個性張狂具攻擊性，因為和擁有使役高溫熔岩的魔物福古締結契約，所以擁有操控火焰、熔岩、集結珪元素作為盾牌、指揮魔物追擊目標的能力。原本是海外中東地區的孤兒，和亞絲茗、天滿、天神是相依為命的兒時夥伴，為了求生接受蓋亞的號召加入海外分部與魔物締結契約，成為魔物使。因為過去的殘酷經歷，個性從此變得殘忍好戰，憎惡日本境裏的和平主義者。多數劇情線裏皆和瑚太朗為敵，但在千早線罕見選擇幫助瑚太朗避開敵方的追擊。
地線裡因為瑚太朗與路易斯的努力，成功救出童年時的亞絲茗、御堂、天滿、天神，將四人安置在安全的都市，四人更加入瑚太朗成立的魔物使與超能力者和平共處的第三勢力。最終瑚太朗帶領五位女主角們登月球時，出現目擊此景的亞絲茗、御堂、天滿、天神的背影。
天滿（聲優： 最上嗣生（遊戲） / 宮下弘充（動畫） / 渡邉佳美（動畫版童年時期））
御堂的隨行者，專門在御堂行動時負責勸諫的黑髮少年，亞絲茗與御堂的兒時夥伴。地線裡被瑚太朗與路易斯所救的四名孤兒之一。
天神（聲優：春日部勝利（遊戲） / 鶴岡聰（動畫） / 鈴木結衣子（動畫版童年時期））
御堂的隨行者，個性沉默寡言的光頭少年，亞絲茗與御堂的兒時夥伴。地線裡被瑚太朗與路易斯所救的四名孤兒之一。
志麻子（聲優：渡边佳美）
排在朱音之後的聖女後備者與侍女，非常黏人。地線最後成為被守護者發現的倖存者之一，跟隨綠地騎士團生活。
高砂（聲優：森小路旭（遊戲） / 藤井剛（動畫））
洲崎的秘書暨親信，是個擅長柔道，擁有過人力氣與可令毒氣無效化的魔物使。後期被眾人圍攻遇害。
福井子（聲優：遊戲(PSP/PSV版)：阿久津加菜；動畫：早瀨莉花）
蓋亞旗下兒童護養設施「緣之家」的代表，聖歌隊的成員。曾經作為照護者負責養育朱音與千早，並委託瑚太朗協尋朱音的下落。地線後期和其他聖歌隊成員死於加島櫻發動的「救濟」。
地龍（聲優：アドレナ・リン）
蓋亞旗下擁有高度智慧與力量的高等魔物，為瑚太朗等人在劇中的主要敵人之一。
津久野（聲優：上田典子）
加島櫻的秘書，瑚太朗、今宮、西九條等人的昔日守護者同期生。本姓長居，擁有將指甲鋒利化的採伐系超能力，但因為無法熬過守護者的嚴苛訓練，精神深受打擊被迫退出組織，心灰意冷導致個性變得消極，資質反轉成魔物使。後被蓋亞收留，被加島櫻指派至旗下機構，擔任朱音的照顧者。地線裡和瑚太朗的雙親將瑚太朗推出人工來世。
洲崎周一郎（聲優：紫ヒカル（遊戲） / 上別府仁資（動畫版））
蓋亞的改革派領袖，雖然魔物使資質不高，但相較於其餘祈求世界毀滅的蓋亞成員，欲積極解決人類生存發展問題，主張將運用魔物的知識應用在生活方面，提升生活質量兼減少人口過剩的問題，作為實踐計劃的前提為捕獲篝輟為政治籌碼，為此開拓名為「人工來世」的小型都市用於實踐計劃。本為加島櫻的守護者，因長期相處成為戀人，但最終因為理念分歧漸行漸遠。遊戲地線拉攏瑚太朗請其擔任間諜調查和反對加島櫻，最後本人因為遇害，未能親眼見證自己的理念被瑚太朗等人實踐。
加島櫻（聲優：若林直美）
蓋亞的聖女，擁有強大過人的智慧與能力，是遊戲本篇開始時唯一已知世界真實的人。現時已從前線退休，指定朱音為繼任者。年輕時期溫柔善良，但由於傳承自歷任聖女的記憶，導致其對世界從此陷入絕望，為達目的甚至不惜與世界為敵，企圖破壞篝的計劃阻止其建立可延續的世界。遊戲與動畫後期成為瑚太朗等人的主要敵人。原本和組織成員洲崎周一郎為戀人關係，但因為理念分歧導致雙方形同陌路。地線指使聖歌隊詠唱毀滅之歌發動救濟，最後因為瑚太朗忍痛殺害篝和加島櫻壽限已至，才制止救濟的發動。

## 制作与发行
Key於2008年4月1日宣佈製作Rewrite。由於當天是愚人節，大部分人都認為這是Key社開的玩笑，但這的確並非假情報。根據於電擊G's magazine2008年11月號的Rewrite製作人訪問中提供的資料，故事的舞台為一個綠化都市「風祭市」，而其中5位女主角分別稱為「神戶小鳥」、「此花露西婭」、「鳳千早」、「中津靜流」及「千里朱音」。本作官方網頁於2009年4月1日開放，公佈了基本故事及角色設定，但世界觀、發售日期等仍未公開。2010年愚人節時以本作是十八禁遊戲開玩笑，翌日宣佈本作為全年齡對象作品，而且沒有預定製作十八禁版本2010年6月25日發售的Kud Wafter初回限定版中捆綁本作體驗版。。2011年3月23日，Key官方宣布發售延期至2011年6月24日。2011年6月24日正式發售《Rewrite》。同年愚人節時釋出一段近兩分鐘長的短片（其後成為遊戲Moon路線的主題曲動畫），由於充滿和體驗版風格迥異的戰鬥和科幻元素而再次被認為是Key社開的玩笑，但編劇都乃河勇人卻承認遊戲將包含大量科幻戰鬥的元素，而且劇情會有意想不到的展開。
2013年6月，官方网站发表了推出PlayStation Portable、PlayStation Vita版的决定。之後Prototype於2014年4月17日發售PlayStation Portable版；8月28日發售PlayStation Vita版。key於2016年7月29日推出《Rewrite+》。
2015年9月26日，正式宣布TV動畫化，並確定由8bit製作，並於2015年12月29日公布PV01。

## Fan Disk和Rewrite+
Fan Disk「Rewrite Harvest festa!」已於2012年7月27日发售。全遊戲合共由六個獨立故事組成，小鳥、千早、朱音、靜流、露西婭和篝均有各自的故事，小鳥及千早的故事為本篇「Rewrite」相應路線的日後談，其餘則是平行世界。所有故事完結後將開放RPG形式的小遊戲。
key於2016年7月29日推出「Rewrite+」，改編自於2011年發售的視覺小說「Rewrite」。故事發生自以「文明與綠色共存」為理念而興建的都市「風祭」，玩家扮演的角色天王寺瑚太朗會與神戶小鳥、鳳千早、千里朱音、中津靜流、此花露西婭進行互動。

## 影響
《Rewrite》在日本美少女游戏与动画相关商品销售网站Getchu.com的2011年上半期销量榜上排名第八名；2011年全年排名第十一名。

## 跨媒体制作

### 廣播
網路電台「廣播Rewrite 月刊Terra・风祭学院支局」由2011年5月27日起开始在網路上放送，至2012年9月28日結束。2011年9月30日至2013年1月30日共發售6卷CD。
- 主持人：

森田成一（聲演 天王寺 瑚太朗）
斎藤千和（聲演 神戸 小鸟）

### 漫畫
第一款由東條坂奈（東条さかな）作畫的漫畫《Rewrite：SIDE-B》於2010年10月號至2014年5月號在ASCII Media Works發行的雜誌《電擊G's magazine》進行發表，之後於2014年6月號至2015年7月號刊載在。七本漫畫單行本於2011年4月27日2014年11月27日發售。第二款由川上修一作畫的漫畫《Rewrite：SIDE-R》於2011年2月26日至2013年7月27日在《月刊Comic電擊大王》進行發表，五本漫畫單行本於2011年6月27日2013年10月26日發售。第三款由作畫的漫畫於2011年6月號至2014年4月號在一迅社發行的雜誌《漫畫4格KINGS Palette》進行發表，兩本漫畫單行本於2012年7月21日至2014年8月22日發售。第四款由ひづき夜宵作畫的漫畫於2011年10月26日至2013年4月26日在《電撃G's Festival! COMIC》進行發表，兩本漫畫單行本於2012年7月27日至2013年7月27日發售。
除了官方授權的漫畫作品外，另外也有數家公司自行邀請許多著名的藝術家一同推出不同系列的漫畫選集。ASCII Media Works於2011年9月27日發售《Comic Earth Star Rewrite》，隸屬ASCII Media Works的《Comic Earth》上推出。一迅社於2011年9月24日至11月25日推出一系列的《Rewrite漫畫選集》。Enterbrain於2011年12月24日至2012年3月24日發售兩本四格漫畫連環漫畫《Magi-Cu 四格漫畫 Rewrite》，由隸屬Enterbrain的《Magi-Cu》上推出。角川書店於2011年10月23日發售漫畫選集。

### 電視動畫
2015年9月26日，官方於同為Key旗下作品《Charlotte》播放完畢後，宣佈本作將改編為電視動畫，并于2016年夏开始放送。
第二期在2017年1月播放。

#### 製作人員
- 原作：Key、Visual Art's
- 監督、系列構成：天衝
- 構成、劇本協力：田中羅密歐、魁（Visual Art's）
- 角色原案：樋上至
- 角色設計：野中正幸
- 動畫製作：8bit

#### 主題曲
第1期
片頭曲
「Philosophyz 〜TV animation ver.〜」（第2話－第4話、第6話）
作詞：都乃河勇人，作曲：折戶伸治，編曲：MintJam，歌：水谷瑠奈（NanosizeMir）
第1话作为片尾曲使用，第24話作為插入曲使用。
「End of the World」（第8話－第12話）
作詞、作曲：麻枝准，編曲：MANYO，歌：熊木杏里
片尾曲
「 〜TV animation ver.〜」（第2話－第3話、第6話－第7話）
作詞、作曲、編曲：塚越雄一郎，歌：水谷瑠奈（NanosizeMir）
第8话作为插入曲使用。
（第4話，遊戲版為靜流線片尾曲）
作詞：都乃河勇人，作曲：折戶伸治，編曲：MANYO，歌：
（第5話）
作詞：龍騎士07／07th Expansion，作曲：折戶伸治，編曲：MintJam，歌：北澤綾香
「Word of Dawn」（第8話、第9話、第11話、第12話）
作詞：魁，作曲：竹下智博，編曲：MANYO，歌：多田葵
（第10話，遊戲版為露西婭線插曲與朱音線片尾曲）
作詞：龍騎士07／07th Expansion，作曲：折戶伸治，編曲：森藤晶司，歌：
（第13話，遊戲版為小鳥線、千早線、露西婭線片尾曲）
作詞、作曲、編曲：塚越雄一郎，歌：水谷瑠奈（NanosizeMir）
第2期
片頭曲
「旅」（第14話、第15話）
作曲：麻枝准，編曲：ANANT-GARDE EYES
「Last Desire」（第17話－第23話）
作詞：魁，作曲：折戶伸治，編曲：重永亮介，歌：黑崎真音
片尾曲
「Daisy Memory」（第14話）
作曲：井內舞子，編曲：樋口秀樹
「a seed leaf」（第15話）
作曲：井內舞子，編曲：水月陵
（第16話，遊戲版為Moon線片尾曲）
作詞、作曲：麻枝准，編曲：ANANT-GARDE EYES，歌：多田葵
「Instincts」（第17話－第23話）
作詞：魁，作曲：，編曲：塚越雄一郎，歌：水谷瑠奈
「Canoe」（第24話，遊戲版為Terra線片尾曲）
作詞、作曲：麻枝准，編曲：ANANT-GARDE EYES，歌：多田葵
插入曲
「Innocence Eye」（第15話）
作詞：水月陵，作曲：井內舞子，編曲：，歌：水谷瑠奈（NanosizeMir）
「Rewrite」（第16話，遊戲版為Moon線片頭曲）
作詞、作曲：YOFFY，編曲：大石憲一郎，歌：PSYCHIC LOVER
「Philosophyz」（第24話）
作詞：都乃河勇人，作曲：折戶伸治，編曲：MintJam，歌：水谷瑠奈

#### 各話列表
| 話數   | 日文標題 | 中文標題         | 劇本     | 分鏡              | 演出              | 作畫監督 | 總作畫監督        |
| 第1期  | 第1期    | 第1期            | 第1期    | 第1期             | 第1期             | 第1期 | 第1期             |
| ------ | -------- | ---------------- | -------- | ----------------- | ----------------- | --- | ----------------- |
| 第1話  |          | 世界或自己       | 青島崇   | 天衝 小島正士     | 英戶美津都        | 野中正幸、小島彰 石井香織、外山陽介 桂憲一郎                                                                                 | 野中正幸          |
| 第2話  |          | 青春開始的地方   | 高橋龍也 | 小島正士          | 江口大輔          | 佐藤天昭、石井香織 日高真由美、德倉榮一                                                                                      | 野中正幸          |
| 第3話  |          | 歡迎，超常現象   | 青島崇   | 村山公輔          | 村山公輔          | 糸島雅彥、山內則康 龜谷響子、外山陽介 金田弘子                                                                               | 野中正幸          |
| 第4話  |          | 直到回到那天為止 | 高橋龍也 | 朝井義之          | 和泉志郎          | 池田廣明、岩田芳美 南原孝衣子                                                                                                | 野中正幸          |
| 第5話  |          | 旭春花           | 伊神貴世 | 細田直人          | 中山敦史          | 菊地康人、油谷陽介 小島彰、福永智子 酒井秀基、柴田篤史 鈴木祥子、石井香織                                                    | 野中正幸          |
| 第6話  |          | 超自研活動記錄   | 青岛崇   | 吉田泰三          | 森義博            | 糸島雅彥、山內則康 鎌田均 | 野中正幸          |
| 第7話  |          | 失去的場所       | 青岛崇   | 小島正士          | 間島崇寬          | 櫻井祐哉、佐藤天昭 小島彰、外山陽介 福永智子、酒井秀基 八木澤修平、柴田篤史 竹本未希、菊地康仁 金田弘子                      | 野中正幸          |
| 第8話  |          | 我的名字是篝     | 青岛崇   | 小島正士          | 關大              | 、 山崎輝彥、金璐浩 | 野中正幸          |
| 第9話  |          | 開始轉動的命運   | 青岛崇   | 吉田泰三          | 森義博            | 山內則康、謝苑倩 糸島雅彥、鎌田均 石井香織、柴田篤史 濱津武廣                                                                | 野中正幸          |
| 第10話 |          | 只是，作為朋友   | 青岛崇   | 村山公輔          | 村山公輔 間島崇寬 | 菊地康仁、酒井秀基 油谷洋介、八木澤修平 桂憲一郎、竹本美希 小島彰、福永智子 鈴木祥子、柴田篤史 馬場龍一、佐藤天昭 金田弘子   | 野中正幸          |
| 第11話 |          | 倒數計時         | 青岛崇   | 名和宗則 鎌田均   | 中山敦史          | 菊地康仁、北村淳一 、重原克也 、山內則康 糸島雅彥、梶浦紳一郎                                                                | 野中正幸          |
| 第12話 |          | 毀滅之歌         | 青岛崇   | 佐藤真二          | 森義博            | 菊地康仁、小島彰 酒井秀基、油谷陽介 竹本美希、福永智子 山內則康、梶浦紳一郎 糸島雅彥、鎌田均                                 | 野中正幸          |
| 第13話 |          | 與你許下的約定   | 青岛崇   | 小島正士 江畑諒真 | 江口大輔          | 柴田篤史、八木澤修平 菊地康仁、石井香織 佐藤天昭、福永智子 馬場龍一、酒井秀基 小島彰、日高真由美 油谷洋介、 山內則康、謝苑倩 | 野中正幸          |
| 第2期  |          |                  |          |                   |                   | |                   |
| 第14話 |          | 三杯咖啡         | 青島崇   | 小島正士          | 中山敦史          | 中川洋未、菊地康仁 小島彰 | 野中正幸 中川洋未 |
| 第15話 |          | 靜寂之海的蜜之月 | 青島崇   | 天衝              | 江口大輔          | 山內則康、八木澤修平 柴田篤史、 福永智子、竹本未希                                                                           | 野中正幸 中川洋未 |
| 第16話 |          | 無人知曉的真相   | 青島崇   | 小島正士          | 間島崇寬          | 小島彰、糸島雅彥 小林利充、日高真由美 酒井秀基、中島美子 菊地康仁、石井香織                                                  | 野中正幸 中川洋未 |
| 第17話 |          | 地球救濟獵人     | 高橋龍也 | 松林唯人 天衝     | 森義博            | 菊地康仁、小菅和久 石井香織、竹本未希 酒井秀基、小島彰 山內則康、梶浦紳一郎 糸島雅彥                                         | 野中正幸 中川洋未 |
| 第18話 |          | 超人的資質       | 高橋龍也 | 吉田泰三          | 木宮茂            | 大谷道子、藪田裕希 崎口沙織                                                                                                  | 野中正幸          |
| 第19話 |          | 慘劇的森林       | 高橋龍也 | 名和宗則          | 名和宗則          | 小島彰、山內則康 酒井秀基、中嶋美子 柴田篤史、日高真由美 馬場一樹、 福永智子                                                 | 中川洋未          |
| 第20話 |          | 去往停滯的前方   | 青島崇   | 江畑諒真          | 中山敦史          | 菊地康仁、橫井秀章 藤川太、小菅和久 齋藤寬、石井香織                                                                         | 野中正幸          |
| 第21話 |          | 再會             | 青島崇   | 江口大輔          | 江口大輔          | 小島彰、青野厚司 八木澤修平、福永智子 日高真由美、中島美子 石井香織、柴田篤史 酒井秀基                                       | 野中正幸 中川洋未 |
| 第22話 |          | 暗鬥             | 伊神貴世 | 小寺勝之          | 森義博            | 山內則康、小林利充 | 野中正幸 中川洋未 |
| 第23話 |          | 追逐篝火的人     | 高橋龍也 | 村山公輔          | 村山公輔          | 竹本未希、八木澤修平 柴田篤史、石井香織 中島美子、日高真由美 關口雅浩、福永智子 酒井秀基、 小島彰                            | 野中正幸 中川洋未 |
| 第24話 |          | 与你兌現的諾言   | 青島崇   | 小島正士          | 間島崇寬 中山敦史 | 酒井秀基、日高真由美 八木澤修平、小島彰 竹本未希、柴田篤史 關口雅浩、橫井秀章 小菅和久、菊地康仁 石井香織、福永智子          | 野中正幸 中川洋未 |

#### 播放電視台
日本深夜動畫：下文記載的日本国内播放時間使用日本標準時間（UTC+9）表示。因為部分時間标识會採用30小时制，因此請留意这类超过24:00的时间，其實際播放時間為翌日清晨。
| 播放地區   | 播放電視台   | 播放日期               | 播放時間                  | 備註   |
| 第1期      | 第1期        | 第1期                  | 第1期                     | 第1期  |
| ---------- | ------------ | ---------------------- | ------------------------- | ------ |
| 東京都     | TOKYO MX     | 2016年7月2日－9月24日  | 星期六 23時30分－24時00分 | 製作局 |
| 群馬縣     | 群馬電視台   | 2016年7月2日－9月24日  | 星期六 23時30分－24時00分 |        |
| 栃木縣     | 栃木電視台   | 2016年7月2日－9月24日  | 星期六 23時30分－24時00分 |        |
| 日本全國   | BS11         | 2016年7月2日－9月24日  | 星期六 23時30分－24時00分 | 製作局 |
| 近畿廣域圈 | 朝日放送     | 2016年7月2日－9月24日  | 星期六 25時58分－26時28分 | 製作局 |
| 日本全國   | NICONICO頻道 | 2016年7月3日－9月25日  | 星期日 22時30分 更新      |        |
| 日本全國   | 萬代頻道     | 2016年7月4日－9月26日  | 星期一 12時00分 更新      |        |
| 日本全國   | 光TV         | 2016年7月4日－9月26日  | 星期一 12時00分 更新      |        |
| 日本全國   | QTV          | 2016年7月4日－9月26日  | 星期一 12時00分 更新      |        |
| 日本全國   | AT-X         | 2016年7月8日－9月30日  | 星期五 21時30分－22時00分 |        |
| 第2期      |              |                        |                           |        |
| 東京都     | TOKYO MX     | 2017年1月14日－3月25日 | 星期六 23時30分－24時00分 | 製作局 |
| 群馬縣     | 群馬電視台   | 2017年1月14日－3月25日 | 星期六 23時30分－24時00分 |        |
| 栃木縣     | 栃木電視台   | 2017年1月14日－3月25日 | 星期六 23時30分－24時00分 |        |
| 日本全國   | BS11         | 2017年1月14日－3月25日 | 星期六 23時30分－24時00分 | 製作局 |
| 近畿廣域圈 | 朝日放送     | 2017年1月14日－3月25日 | 星期六 26時28分－26時58分 | 製作局 |
| 日本全國   | AT-X         | 2017年1月20日－3月31日 | 星期五 22時30分－23時00分 |        |

#### BD與DVD
| 卷數 | 發售日期       | 收錄話數        | 規格編號        | 規格編號         |
| 卷數 | 發售日期       | 收錄話數        | BD（普通/限定） | DVD（普通/限定） |
| ---- | -------------- | --------------- | --------------- | ---------------- |
| 1    | 2016年9月28日  | 第1話           | ANZX-13501/2    | ANZB-13501/2     |
| 2    | 2016年10月26日 | 第2話 - 第3話   | ANZX-13503/4    | ANZB-13503/4     |
| 3    | 2016年11月23日 | 第4話 - 第5話   | ANZX-13505/6    | ANZB-13505/6     |
| 4    | 2016年12月21日 | 第6話 - 第7話   | ANZX-13507/8    | ANZB-13507/8     |
| 5    | 2017年1月25日  | 第8話 - 第9話   | ANZX-13509/10   | ANZB-13509/10    |
| 6    | 2017年2月22日  | 第10話 - 第11話 | ANZX-13511/2    | ANZB-13511/2     |
| 7    | 2017年3月22日  | 第12話 - 第13話 | ANZX-13513/4    | ANZB-13513/4     |
| 8    | 2017年4月26日  | 第14話 - 第15話 | ANZX-13515/6    | ANZB-13515/6     |
| 9    | 2017年5月24日  | 第16話 - 第17話 | ANZX-13517/8    | ANZB-13517/8     |
| 10   | 2017年6月28日  | 第18話 - 第19話 | ANZX-13519/20   | ANZB-13519/20    |
| 11   | 2017年7月26日  | 第20話 - 第21話 | ANZX-13521/2    | ANZB-13521/2     |
| 12   | 2017年8月23日  | 第22話 - 第23話 | ANZX-13523/4    | ANZB-13523/4     |
| 13   | 2017年9月27日  | 第24話          | ANZX-13525/6    | ANZB-13525/6     |

## 外部連結
- 官方网站 （日語）
- 動畫官方網站（页面存档备份，存于）（日語）
- Rewrite Harvest festa!（页面存档备份，存于）（日語）
- PSP版官方網站（页面存档备份，存于）（日語）
- PSV版官方網站（页面存档备份，存于）（日語）
- PS3版官方網站（页面存档备份，存于）（日語）
- 動畫的X（前Twitter）（日語）
- 《Rewrite》在視覺小說數據庫的頁面 （英文）